# PIMEC
La Pequeña y Mediana Empresa de Cataluña (en catalán, Petita i mitjana empresa de Catalunya), oficialmente denominada Micro, Pequeña y Mediana Empresa de Cataluña (en catalán, Micro, petita i mitjana empresa de Catalunya) y, conocida simplemente por sus siglas Pimec, es una confederación empresarial patronal española que representa a las microempresas, a las pequeñas y medianas empresas y a los trabajadores autónomos de la comunidad autónoma de Cataluña.
Participa en más de cuatrocientas mesas y comisiones de trabajo con las administraciones públicas y otros agentes sociales más representativos, además de opinar de forma regular sobre iniciativas legislativas y políticas públicas y hacer propuestas para defender y representar los intereses de las pymes y autónomos. Esta labor se desarrolla tanto en Cataluña en todos los niveles (local, comarcal y autonómico), como en el conjunto de España y en Europa.

## Historia
La Pequeña y Mediana Empresa de Cataluña (Pimec) es una confederación empresarial multisectorial, independiente y autónoma de cualquier organismo, poder o entidad tercera.
La Pimec es fundada en 1974 como Sociedad de Estudios Financieros, Económicos y Sociales (Sefes) en el Bajo Llobregat para dar respuesta empresarial a los primeros movimientos sindicales. En 1985 se produce la fusión de la Sefes con la Asociación Empresarial Independiente (AEI). En 1997 Pimec-Sefes nace con la fusión de las patronales Pimec y Sefes, que unen sus esfuerzos para crear una confederación patronal única, fuerte y representativa.
En 2003 Pimec-Sefes adoptó definitivamente el nombre de Pimec bajo el mando de Josep González, que ostentó el cargo de presidente de la Pimec desde 1990. En 2007 la Pimec crea la Fundación Pimec —primera fundación de Europa en el ámbito patronal— y el programa «Emppersona» para apoyar a los empresarios que se han quedado sin actividad a causa de la crisis económica y buscan una segunda oportunidad.
En 2010 la Pimec impulsa la creación de la Plataforma Multisectorial contra la Morosidad (PMcM) después de ser modificada la Ley de Morosidad de 2004, dicha ley cambiaba los plazos de pago reduciéndolos a sesenta días en el sector privado y treinta días en el sector público. En 2018 la Pimec impulsa la Plataforma Pymes, la nueva organización empresarial intersectorial con más de dos millones de empresas representadas.
En 2019 se llega a un acuerdo de representatividad con el Fomento del Trabajo Nacional. Según este acuerdo, Fomento empezaría por ocupar un 58 % de la representatividad y la Pimec un 42 % hasta acercarse a la paridad de forma progresiva a lo largo de los próximos cinco años.
En 2020 Antoni Cañete, entonces secretario general de la Pimec, es escogido como uno de los veinte miembros de la Comisión para la Reconstrucción Social y Económica del Congreso de los Diputados.
En 2021 Cañete asume la presidencia de la Pimec tras unas elecciones donde consiguió el 80 % de los votos frente al candidato de Eines Pimec, Pere Barrios. Durante su mandato, se crea la Confederación Nacional de Pequeñas y Medianas Empresas (Conpymes), impulsada por Pimec y otras organizaciones territoriales y sectoriales de España, con el objetivo de que las pequeñas y medianas empresas estén representadas con voz propia en el diálogo social español.
En 2023 Ferran Bel es nombrado representante permanente de la Pimec en Madrid, al ser el lugar donde se decide el 90 % del marco regulatorio de las pequeñas y medianas empresas.

## Organización
Pimec es una organización empresarial de ámbito catalán, siendo la ciudad de Barcelona su sede central. Dispone de cinco sedes provinciales (Barcelona, Cataluña Central, Gerona, Lérida y Tarragona), nueve delegaciones territoriales (Badalona-Tiana-Montgat, Bajo Campo, Bajo Llobregat-Hospitalet de Llobregat, Bajo Panadés, Maresme-Barcelonés Norte, Priorato, Tierras del Ebro, Vallés Occidental y Vallés Oriental) y doce oficinas repartidas por toda Cataluña, además de dos delegaciones fuera de Cataluña: una en Madrid y otra en Bruselas (Bélgica). Cada una de las sedes y delegaciones dispone de una comisión ejecutiva como órgano de gobierno que reúne a empresarios representativos del territorio en cuestión.
La Pimec está afiliada a la patronal española Confederación Nacional de Pequeñas y Medianas Empresas (Conpymes) y también de forma directa a la Unión Europea de Artesanía, Pequeñas y Medianas Empresas (SMEunited), de las que es miembro fundadora y ocupa una vicepresidencia.

### Comisiones de trabajo
La Pimec cuenta con diez comisiones de trabajo en los ámbitos social, económico, empresarial y laboral.
Las comisiones de trabajo de la Pimec articulan sus trabajos a través de informes, estudios y posicionamientos para crear opinión e influir en los cambios necesarios para la competitividad de las pequeñas y medianas empresas.

#### Comisión de colaboración público-privada (Comissió decol·laboració publicoprivada)
Defiende los intereses empresariales en materia de contratación pública y colaboración público-privada con el objetivo de que las pequeñas y medianas empresas tengan las oportunidades que les corresponden a través de modificaciones legislativas y la facilitación de herramientas.

#### Comisión de digitalización e innovación (Comissió de digitalització i innovació)
Promueve la transformación digital empresarial e influye en las políticas públicas de este ámbito para el desarrollo de herramientas de soporte a las pequeñas y medianas empresas y al talento digital e innovador.

#### Comisión de la mujer y la empresa (Comissió dedona i empresa)
Promueve la igualdad de género en el mundo económico y empresarial, impulsando el liderazgo y el talento femenino, potenciando el intercambio de conocimiento e impulsando el liderazgo femenino con un trabajo en red en todos los sectores económicos del tejido productivo.

#### Comisión de economía y fiscalidad (Comissió d'economia i fiscalitat)
Estudia los impuestos y la fiscalidad de los ámbitos estatal, autonómico y local, elaborando estudios y dictámenes para lograr un marco tributario equitativo en relación a la capacidad económica de las pequeñas y medianas empresas y las personas autónomas.

#### Comisión de energía (Comissió d'energia)
Estudia los costes energéticos y el funcionamiento de los mercados eléctrico e hidrocarburante y vela por los intereses de las pequeñas y medianas empresas, incidiendo en el modelo de la descarbonización.

#### Comisión internacional (Comissió internacional)
Analiza las tendencias internacionales que tienen incidencia en la actividad empresarial y su internacionalización.

#### Comisión laboral (Comissió laboral)
Valora y analiza la normativa y novedades en materia laboral que afectan a las pequeñas y medianas empresas y personas autónomas para mejorar su marco legal de aplicación en beneficio de las necesidades de las pequeñas y medianas empresas y las personas autónomas.

#### Comisión de sostenibilidad (Comissió de sostenibilitat)
Trabaja y hace difusión de las principales normativas y trámites en el ámbito de la sostenibilidad entre la producción catalana y vela por los intereses de las pequeñas y medianas empresas en las normativas ambientales, promoviendo la economía circular y su transformación.

#### Comisión de universidades (Comissió d'universitats)
Impulsa la colaboración entre la universidad y la micro, pequeña y mediana empresa, desde los consejos sociales de las universidades catalanas, con el establecimiento de sinergias entre los mundos académico y laboral, para fortalecer el mercado de trabajo catalán, conectando las demandas de las pequeñas y medianas empresas con la oferta formativa, y se propone conseguir los retos de la innovación y el progreso a través de la transferencia de conocimiento.

#### Pimec 2030
Es el laboratorio de ideas de la Pimec, que recoge las principales tendencias que cambiarán la forma en que nos relacionamos con el mundo y el entorno y su impacto en el tejido empresarial.

### Organizaciones sectoriales
La Pimec cuenta con diez organizaciones sectoriales en los ámbitos social, económico, empresarial, comercial, deportivo, de talento y de emprendimiento. La patronal constituye en su seno organizaciones sectoriales propias con el objetivo de reunir gremios y asociaciones de un determinado ámbito para tener mayor representatividad y coordinar acciones de interés común hacia las administraciones u otros agentes.
- Pimec Agroalimentaria (Pimec Agroalimentària)
- Pimec Comercio (Pimec Comerç)
- Pimec Deportes (Pimec Esports)
- Pimec Formación y Ocupación (Pimec Formació i Ocupació)
- Pimec Logística
- Pimec Metal (Pimec Metall)
- Pimec Salud y Social (Pimec Salut i Social)
- Pimec Autónomos (Pimec Autònoms)
- Pimec Jóvenes (Pimec Joves)

## Fundación Pimec

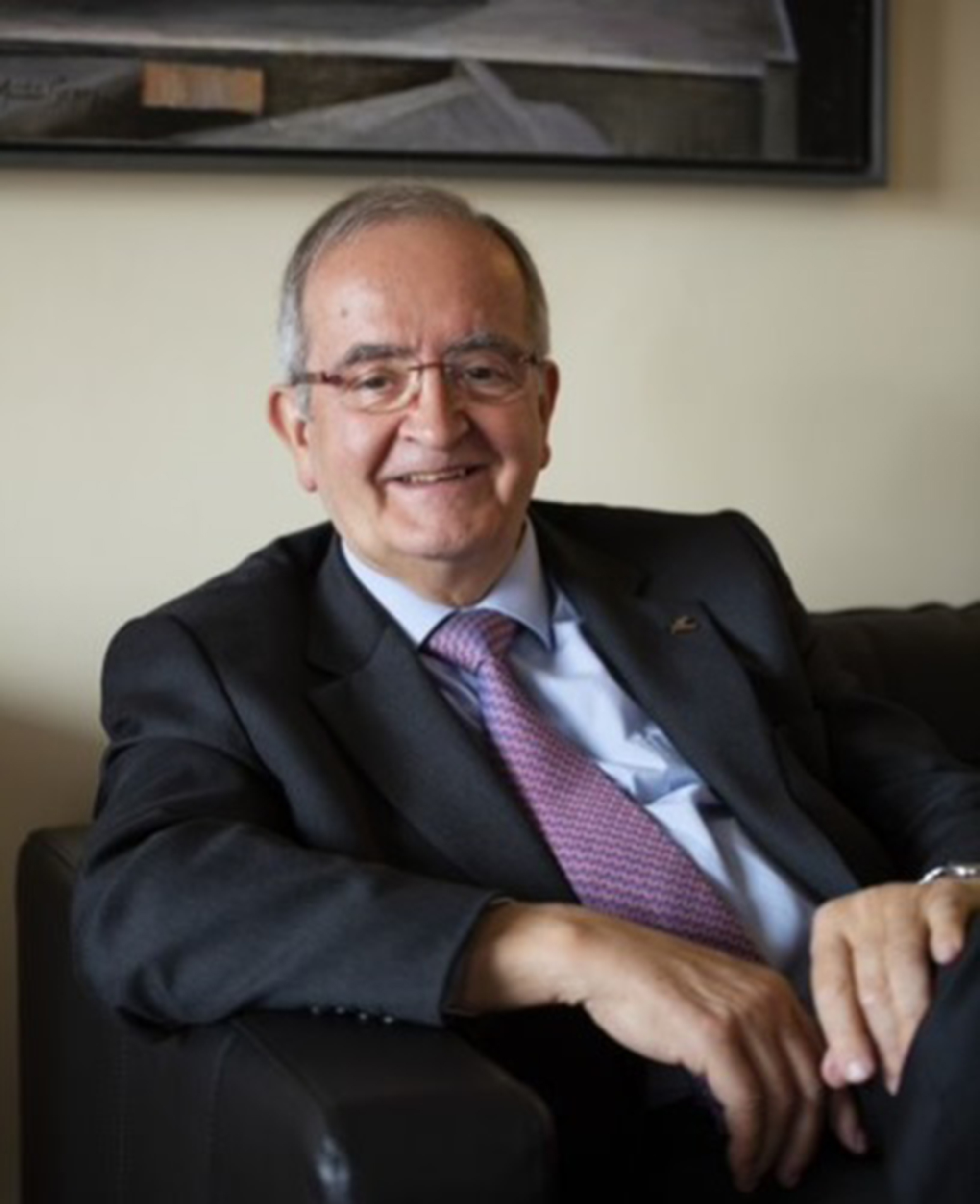
Josep González, fundador y primer presidente de la Pimec y actual presidente de la Fundación.

En 2007 Josep González, entonces presidente de la Pimec, crea la Fundación Pimec (en catalán, Fundació Pimec) con el objetivo de convertirse en un elemento estratégico de la representatividad de la Pimec en acciones de carácter social. La Fundación Pimec es la primera fundación de Europa en el ámbito patronal.
La Fundación Pimec es una organización sin ánimo de lucro que tiene el patrimonio, los rendimientos y los recursos obtenidos afectados de forma permanente a la realización de las finalidades de interés general previstas en sus estatutos, tiene vocación de permanencia y duración indefinida. La fundación ejerce sus funciones mayoritariamente en Cataluña, sin embargo, puede actuar en el resto del territorio del Estado español, así como a escala internacional.
Asimismo, la fundación beneficia a las pequeñas y medianas empresas domiciliadas en Cataluña, así como, las microempresas, colectivos de trabajadores autónomos y emprendedores en general.
La fundación está regida por un patronato cuyo presidente actual es su fundador Josep González y la actual directora de la fundación es Marta Amorós.